# 人格
人格（英語：Personality）也称个性，指人类心理特徵的整合、统一体，是一个相对稳定的结构组织。并在不同时间、区域下影响着人的内隐和外显的心理特徵和行为模式。西方語言中「人格」一詞（例如法文的personnalité、英文的personality），源自於希臘語的Persona，原指希臘羅馬時代戲劇演員在舞臺上扮演角色所帶的假面具，它代表劇中人物的身分，表現人物的某種典型的心理，類似於中國京劇中的臉譜。所以是代表舞台演員的面具及所扮演的角色。而persona亦是法案訴訟中的一方，所以亦有解釋作persesonare（為自己說話）。在第十一世紀，興起另一種說法認為persona就是perseuna（本質上為單一），強調個別性。衍伸為拉丁文的persona，即「面具」，暗示了「人格」的社會功能。

## 人格的定義
人格（英語：Personality）是一組持久且獨特的個人心理傾向與特徵，此心理傾向與特徵和環境互動後，可影響個人行為、情緒與認知。(楊國樞)

## 人格的属性
- 整体性：人格是一个人从行为模式中表现出心理特性的整体，构建着人的内在心理特征。它常体现在个人的某一个行为之中，这个行为便可带出这个人整体的心理特征。
- 稳定性：人格是由多种性格特征所组成的，其结构是相对稳定的。人格的这种稳定性是可以表现在不同的时间和地域上的。但这种稳定性也并不是完全不可变的，如个人在不同的情境中人格可反應出不同的方面。也可以暂时的受到一些事情的制约，而导致人格的这种性质发生相应的变化。例如后生活压力[2][3]。
- 个体性：人格的组合结构是多样的，而导致了人与人之间在性格方面的差异性，虽然人与人之间的某些特征可以是相同的，但他们在整体人格的方面还是不同的。
- 动机性和适应性：人格支撑着人的行为，驱动着人趋向或避开某种行为，它也是构成人的内在驱动力的一个重要方面，这种驱动力与情绪无关，它可以说是一种生来具有的力量。这种驱动力对人的生活具有适应性。
- 自然性与社会性：人格并不是完全孤立存在的，社会文化方面和自然方面对人格都有着非常重要的影响，甚至可以说他们也是人格形成的主要因素之一。也就是说，人格在很大程度上是受社会文化影响的。但是，人格还是以个体的神经解剖生理特点为基础的。

## 人格的延伸
- 气质：气质是由生理尤其是神经结构和机能决定的心理活动的动力属性，以行为的能量和时间方面的特点为表现。有学者认为，气质是人格形成的基础，是人格发展的自然基础和内在原因。
- 性格：性格，是指人的一贯的和稳定的心理特征、思维和行为方式。在心理学上，它的定义几乎与人格是相同的，但其实他们是有区别的。性格是人格的重要的组成部分，它是人格中涉及社会评价的那一部分，可以说，性格是人格的社会属性的体现。

## 相关参考的外部链接
- Great Ideas in Personality （页面存档备份，存于）
- Personality Theories （页面存档备份，存于）
- A contemporary approach to the field of personality psychology
- The personality project （页面存档备份，存于）
- Personality: Theory & Perspectives - Individual Differences
- Thesis on the interpersonal theory of personality
- Snygg & Combs' phenomenal field psychology
- Karen Horney: Personality and gender
- Existential psychology
- Gordon Allport's personality definitions
- Buddhist psychology （页面存档备份，存于）
- Personality disorders （页面存档备份，存于）
- Holland's Types
- Goldberg's International Personality Item Pool website（页面存档备份，存于）
- Adaptive Individual Differences by Buss & Greiling
- 積極人格 MBA智庫．百科 （页面存档备份，存于）
- 拉丁語法入門_31AUG_HA 800. 人位動詞 (verbum personale) （页面存档备份，存于）